# 泥鯭的

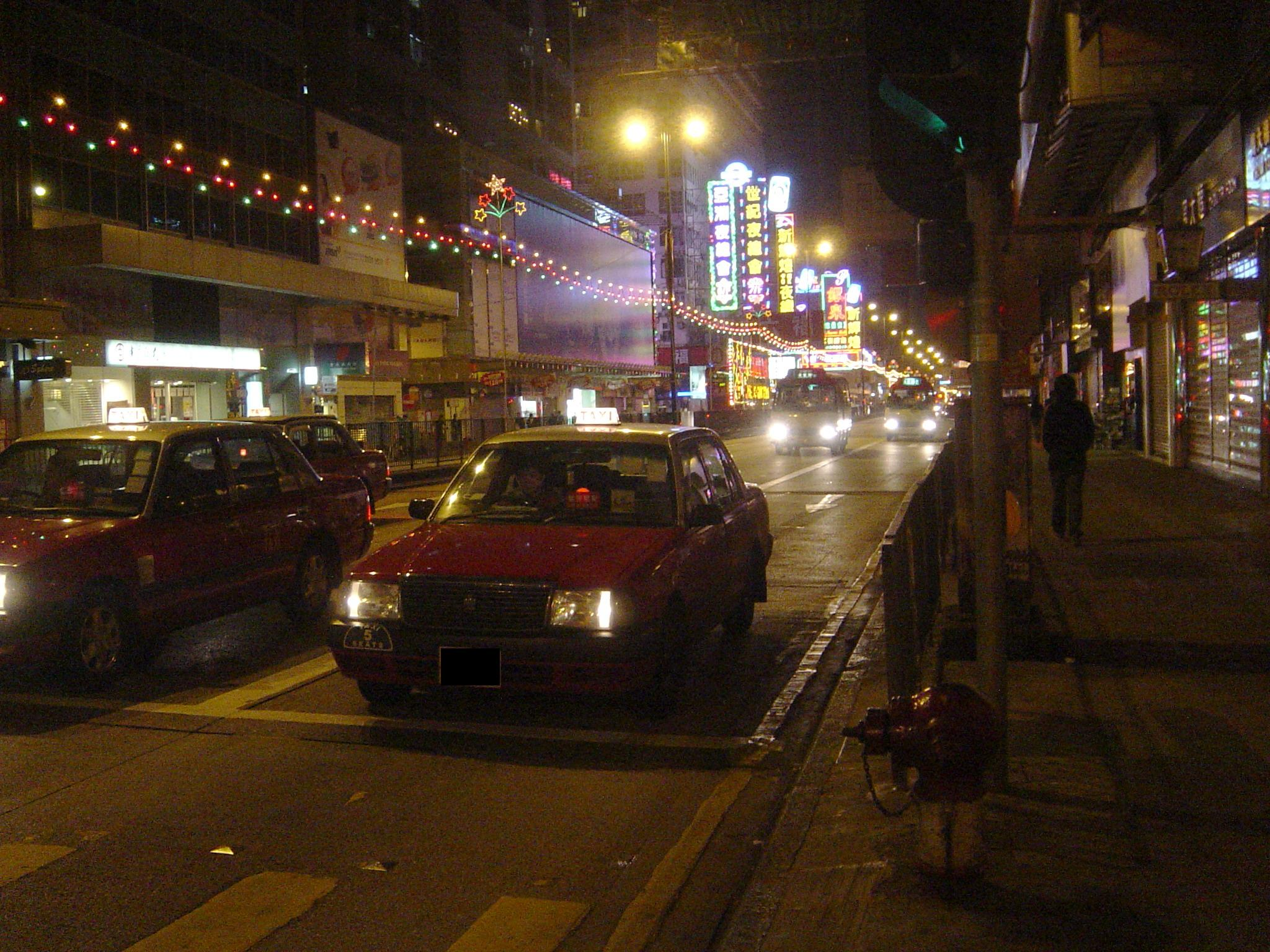
一輛泥鯭的掛上「暫停載客」牌在旺角彌敦道上等客。

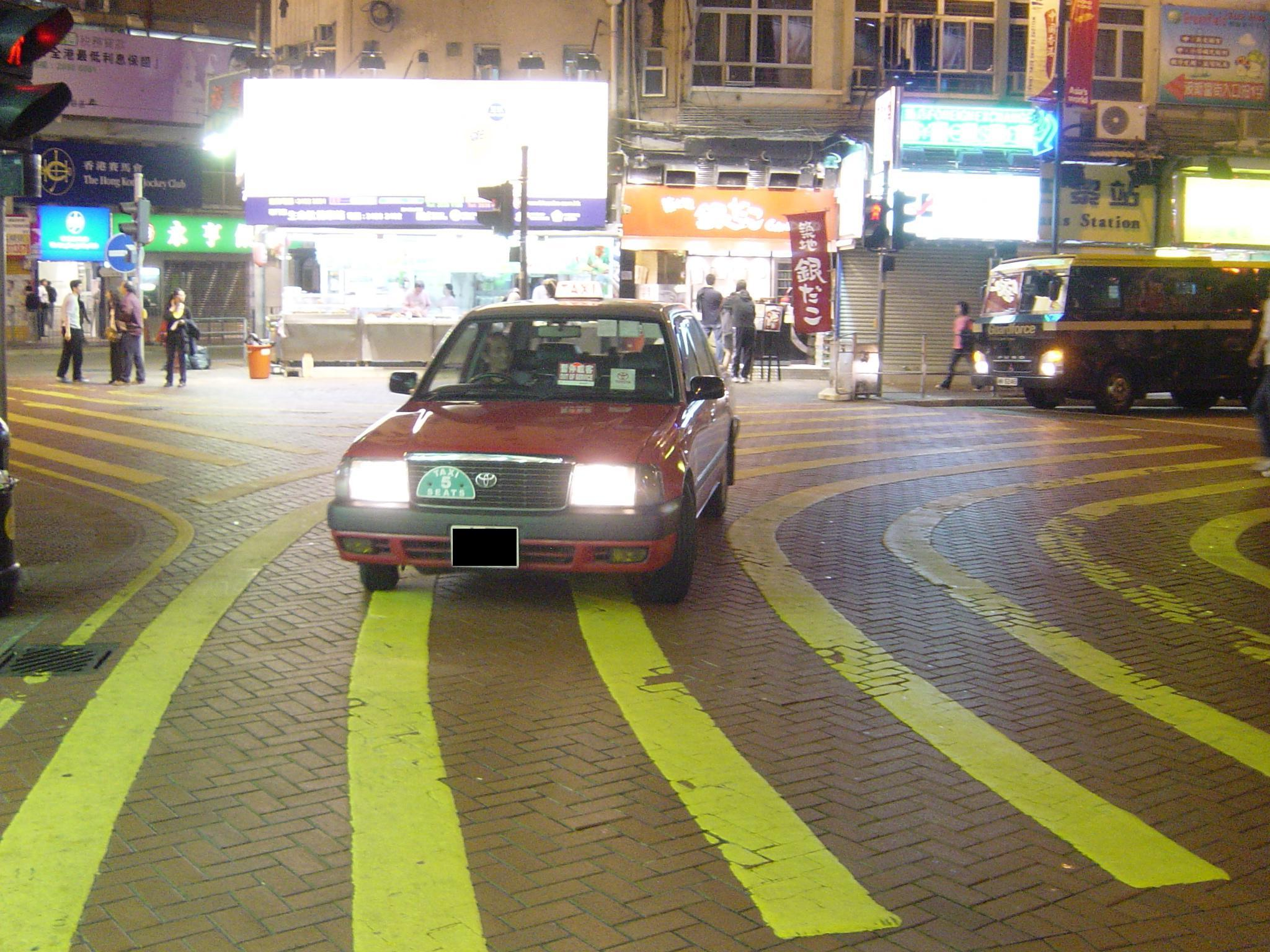
銅鑼灣時代廣場附近一輛的士「暫停載客」牌，卻亮起車頂指示燈。

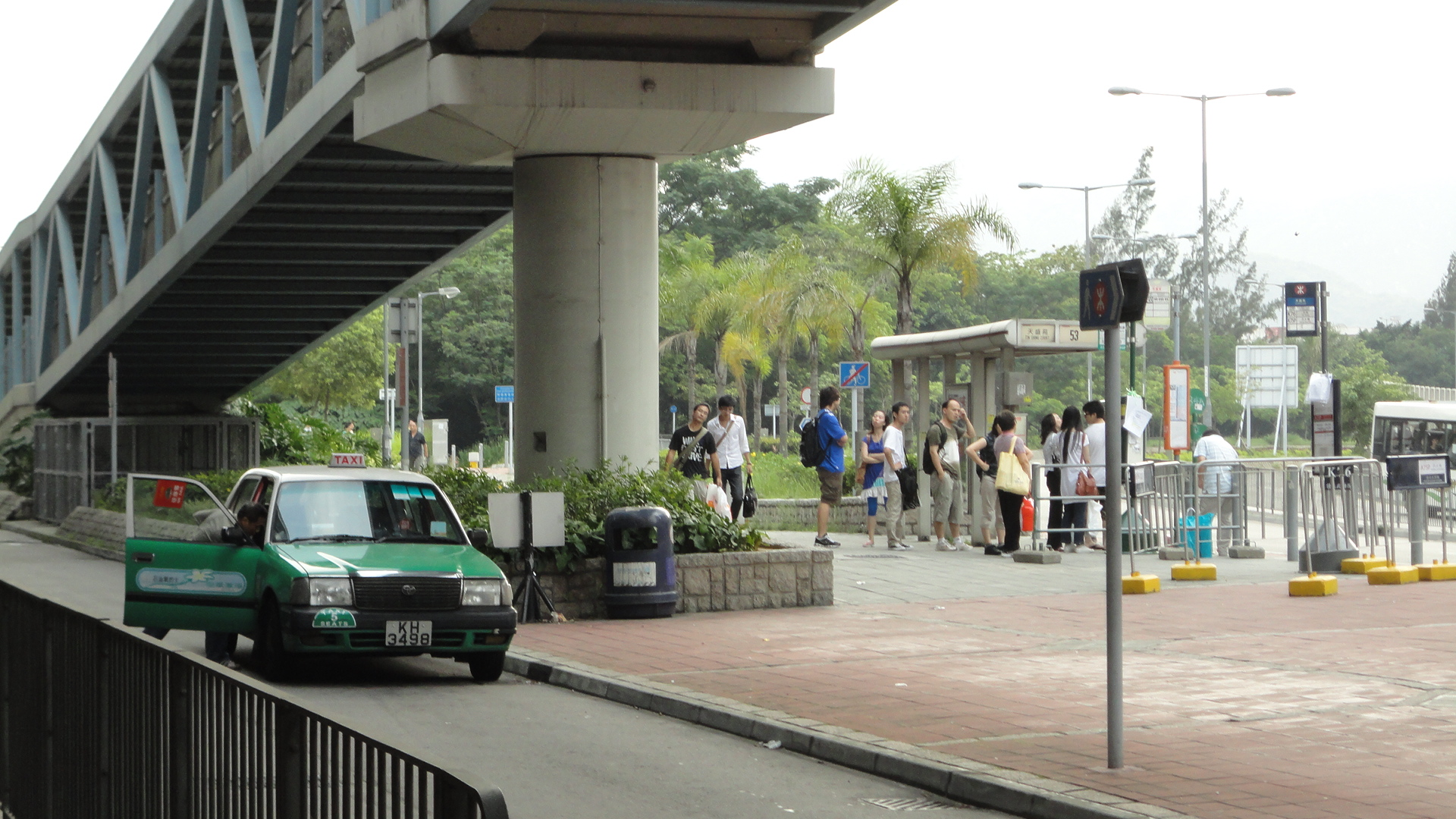
屯馬綫天水圍站附近一輛的士招攬乘客前往深圳灣口岸。

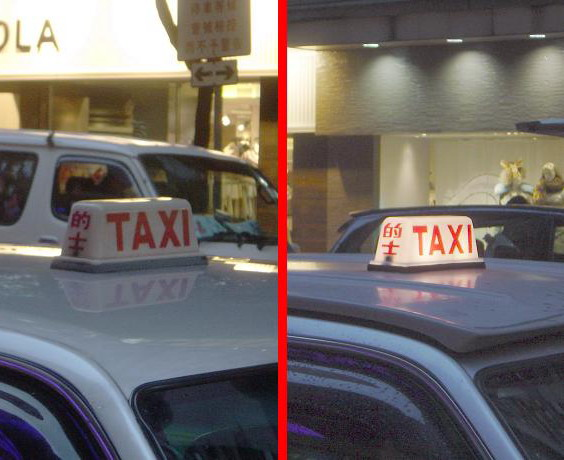
的士的車頂顯示燈，亮起時表示可載客。

泥鯭的全稱泥鯭的士，即合乘的士，中國內地稱為「拼車」，是香港的士的非法載客模式之一，約始於1980年代，是指的士司機招攬及接載多名互不相識的乘客前往位置相若的目的地，並且不按照計程器（又稱為咪錶）收費，而向每名乘客收取另一個議定好的價錢，故此每名乘客只需支付比單獨或兩人乘車少的車費，司機則可收取多名乘客的車資，及因乘客的目的地相近而可降低營運成本，從而得到比按照的士咪錶收費較多的收入。
「泥鯭的」其實不是只在香港出現，在泰國、英國、韓國及台灣亦有類似的共乘現象，但在當地不屬於非法行為。

## 經營情況
泥鯭的一般在深夜公共交通工具停止服務、公共交通不便、或颱風襲港時經營。經營者會在固定路段的小巴站或鐵路站口等候，亦有自設非法的士站頭的情形，當一群泥鯭的集合起來時便仿設了一條專線。等候時，計程器的「空車」標示會以「暫停載客」牌遮去車頭的「For Hire」咪錶牌（俗稱「冚旗」），有時亦會同時亮起車頂的「TAXI」指示燈，以資識別為接客與不接客。熟知的乘客會詢問司機目的地和價錢，適合的話便上車等候，當五位乘客坐滿的士後方會開車，情況像等待乘客坐滿的小巴。
由於有利可圖，香港市區之泥鯭的非法站頭慢慢地越開越多，又以旺角、油麻地和灣仔等人群眾集的夜市地區為主，部份市民因需要在深夜返回較遠的住所，故此除小部分的深宵小巴或巴士外，一般的深夜交通服務均只能依賴的士，選擇和方便性不及日間高。加上，深宵的巴士及小巴由於客量較少，從成本效益上需要服務較多地區的乘客，相比之下通常較日間路線多繞路，行車時間亦更長，又或者小巴路線會因應滿坐情況而擅自改路令乘客無所適從。
種種原因下，收費較個人召喚普通的士便宜得多及較其他深宵公共交通直接得多的泥鯭的，吸引了不少需要深夜出外消遣或工作的市民選擇，從而使泥鯭的有一定的生存空間。事實上一般泥鯭的服務收費為港幣20元至40元不等，視乎距離，較通宵巴士為高，價格上普遍比其他服務貴一倍或更多，然而坐滿五人便開車之特性加上路線的彈性較高，而且司機往往會超速甚至衝紅燈以便可以行走多幾次增加收入，提高了泥鯭的之競爭力。有時的士司機會在巴士站附近停車，甚至直接停在巴士站範圍內，然後表示的士將會開往的目的地，又稱「巴士剛剛開走」，游說等候巴士的乘客改為與他人共乘的士。
有區議員指出，部份上班族乘搭泥鯭的上下班，同樣也發生在港九各區，顯示泥鯭的的範圍不限於新界。亦有的士司機指出行業方面競爭大，即使冒險駕駛泥鯭的，所賺取的收入仍相當微薄，但為減少車租開支以及穩定夜更的士之收入，故只好冒險，相比整晚沒有客人的情況好一點。

## 路線
一般泥鯭的前往的目的地以新界新市鎮地區為主，如沙田、青衣島、將軍澳、屯門、大埔、上水、元朗等地區，另有部分泥鯭的主攻過海路線，如旺角往香港仔或港島東。
泥鯭的於星期一至星期六早上或下午繁忙時間服務，其中天水圍站往深圳灣口岸的，以「速度快但稍貴」的優勢搶走嶼巴B2P線之乘客（2010年為每位HK$10，嶼巴B2P需HK$8.5）
路線又主要分為兩類：
每天固定時間出現的路線：
- 旺角山東街往屯門市中心、天水圍及元朗
- 灣仔消防局往將軍澳
- 觀塘開往將軍澳
- 跑馬地藍塘道往中環
- 華富邨往中環

新界區泥鯭的較常見但非固定時間出現之路線：
- 屯門開往港鐵上水站或落馬洲
- 上水站開往元朗
- 上水站開往落马洲站（香港境內水貨客問題的一部分）[2][3]
- 往深圳灣口岸

另外，兩類泥鯭的另一個分別是，固定時間出現的通常有「站頭」，每日於同一位置等客。而非固定時間出現一類，亦只會在巴士站兜客。

## 影響
泥鯭的之出現對於奉公守法依照計程器收費之的士司機同業帶來一定程度的負面影響，其猖獗情況亦引起各界對公共交通不足之關注，有區議員提出巴士、小巴的班次及靈活性不夠，是泥鯭的出現的原因之一。
另一方面，乘客在光顧泥鯭的時並沒有安全上的保障。泥鯭的由於屬非法經營，因此司機較易為三合會組織所利用被脅迫繳付非法的「站頭費」、「入線費」及「管理費」，連帶關係下引來治安問題。

## 執法
以往，打擊泥鯭的行業甚為困難，因乘客與的士司機互惠互利下，難以得到有力檢舉證供。於是，警方採取加強巡邏泥鯭的黑點，並曾經以「放蛇」的方式，以警員假扮乘客搜集證據檢控違法司機，不過實際上其實極少進行執法或檢控。

### 罰則
根據香港法例第374D章第47條，的士司機不遵守計程器標示的收費，屬違法行為，最高罰款一萬港元及入獄六個月。

## 詞源
「泥鯭的」一語最初源自釣泥鯭此項活動。釣泥鯭與一般釣魚稍為不同，因泥鯭習慣成群覓食，有見及此，有人便以八捋鈎（即將八隻魚鈎同時繫在魚線上）來釣魚，不時會一次過釣到好幾倍的泥鯭。於是的士業內便以此情形借喻部份的士司機的此類行為，叫作「釣泥鯭」，而又引伸出「泥鯭的」一詞。

## 外國情況
- 在泰國，最常出現的「泥鯭的」是在曼谷國際機場出現，他們通常的手法是以「500銖」的士黨形式詐騙，在機場有不肖業者招徠剛到達曼谷的旅客乘坐這類的士，一律收費500銖，全程不跳咪錶。但由於實際上由曼谷國際機場到市中心大約只需380銖，故旅客往往感到被騙[6]。2023年3月，有一名台灣旅客於曼谷國際機場搭的士前往曼谷市中心後，被司機濫收車費。到達目的地後，司機向她出示一張疑似自製、非官方的收費表，並向她收取約1,200至1,500泰銖（港幣$275至$344）的車費，而正常按車錶收費的金額，由機場前往市區則只須約300泰銖（港幣$69）。該名台灣女遊客在網上分享自己經歷後，機場的管理部門隨即調查事件，並找到該名涉事司機。最後，決定永久禁止他在曼谷國際機場接載乘客，同時亦將他的資料轉交給泰國陸路交通部，要求陸路交通部考慮吊銷他的的士牌照。[7][8]

## 相關
- 合乘的士
- 八折的士
- 白牌車
- 非法營運車輛